# Klaus Lindenberger
Klaus Lindenberger (Linz, 1957. május 28. –) osztrák labdarúgókapus, jelenleg az LASK Linz csapatának alelnöke.

## Külső hivatkozások
- Klaus Lindenberger weboldala

1. ↑  transfermarkt.com. transfermarkt.com . (Hozzáférés: 2017. október 9.)
2. ↑  Discogs (angol nyelven). Discogs . (Hozzáférés: 2017. október 9.)
3. ↑  FBref